# 沐尘水库
沐尘水库，位于中华人民共和国浙江省衢州市龙游县南部，是灵山港上游干流上的一座大型水库。水库于2006年12月开工，2009年12月完工。水库大坝为混凝土面板堆石坝，坝长444米，坝高56.9米，总库容1.26亿立方米，控制流域面积397平方千米。